# Rödern
Rödern település Németországban, Rajna-vidék-Pfalz tartományban. Lakosainak száma 187 fő (2023. december 31.). Rödern Maitzborn, Kirchberg, Unzenberg, Schönborn, Oppertshausen és Ravengiersburg községekkel határos.

## Népesség
A település népességének változása:
| Lakosok száma | 110  | 191  | 196  | 187  | 191  | 187  |
|               | 1975 | 2017 | 2019 | 2021 | 2022 | 2023 |